# Poultney (village, Vermont)
Pour l’article homonyme, voir Poultney (Vermont).
Poultney est un village situé dans le comté de Rutland, dans l'État américain du Vermont. Sa population s’élevait à 1 612 habitants lors du recensement de 2010, estimée à 1 619 habitants en 2017. Poultney est la maison de Green Mountain College.

## Géographie
Selon le Bureau de recensement des États-Unis, le village a une superficie totale de 0,6 mile carré (soit 1,6 km2) pour l'ensemble des terres du village.

## Démographie
| Groupe            | Poultney | Vermont | États-Unis |
| ----------------- | -------- | ------- | ---------- |
| Blancs            | 94,0     | 95,3    | 72,4       |
| Afro-Américains   | 2,2      | 1,0     | 12,6       |
| Métis             | 1,7      | 1,7     | 2,9        |
| Autres            | 1,2      | 0,8     | 7,1        |
| Asiatiques        | 1,1      | 1,3     | 4,8        |
| Total             | 100      | 100     | 100        |
|                   |          |         |            |
| Latino-Américains | 2,2      | 1,5     | 16,7       |

Selon l'American Community Survey, en 2010, 95,63 % de la population âgée de plus de 5 ans déclare parler l'anglais à la maison, 1,88 % l'espagnol, 0,61 % le français, 1,42 % le coréen, 0,54 % l'allemand et 1,34 % une autre langue.

## Personnalités liées à la ville
- Oliver Cowdery, premier leader de l'Église de Jésus-Christ des saints des derniers jours et associé de Joseph Smith.
- Horace Greeley, rédacteur en chef, réformateur et homme politique.
- George Jones (éditeur), cofondateur du New York Times.